# Reverend Gary Davis
Pour les articles homonymes, voir Gary Davis, Davis et Blind.
Gary Davis (né le 30 avril 1896, à Laurens en Caroline du Sud et décédé le 5 mai 1972 à Hammonton dans le New Jersey) était un guitariste et chanteur de blues et de gospel américain, ainsi qu’un pasteur baptiste.

## Biographie
Gary Davis est né le 30 avril 1896 à Laurens . Il fut élevé par sa grand-mère paternelle sur une ferme de Greenville (Caroline du Sud). Il devient aveugle à l'âge de quelques mois. Vers 1901, il commence à jouer de l'harmonica puis, deux ans plus tard, s'initie au banjo et à la guitare. Il se produit alors indifféremment pour un public blanc ou noir, lors de pique-niques et de petites fêtes locales, où il joue des danses, seul à la guitare. Cette expérience lui permettra de forger un style de guitare très syncopé, typique de cet East Coast blues mâtiné de ragtime et dans la lignée de celui de Blind Blake. Il chante pour la première fois à l’église baptiste de Gray Court en Caroline du Sud . En 1912 et 1913, il prend part à un string band, puis entame une vie itinérante de musicien des rues, tout au long de la côte est des États-Unis. Il fait la connaissance de celui qui deviendra son élève, Blind Boy Fuller, vers 1932. 

### Carrière
En 1933, Davis devient pasteur baptiste à Washington (Caroline du Nord) . Cette ordination a une influence capitale sur son œuvre, puisque dès lors il s'interdit de chanter les paroles profanes des blues de sa jeunesse, qu'il continue cependant à jouer en leur substituant des paroles de gospel. Tout en dirigeant ses trois églises, il continue à se produire avec Blind Boy Fuller et Bull City Red et effectue une première série d'enregistrements en 1935, disponibles sous l'appellation « The Complete Early Recordings of Rev. Gary Davis », Yazoo 2011. En 1940, il s'installe à New York où, pendant une vingtaine d'années, il prêche dans les rues, seul, accompagné de sa guitare, à Harlem, dans le Bronx et à Brooklyn . Il vit notamment des cours de guitare qu'il donne pour des sommes modiques. Dans les années 1950, sa musique devient particulièrement populaire pour son authenticité . Ce n'est qu'à partir de 1959 que, remarqué par de jeunes mélomanes issus du mouvement folk, il va de nouveau enregistrer de nombreux albums pour Prestige, Vanguard, Transatlantic et Kicking Mule. 
Il aura alors une profonde influence sur un grand nombre de jeunes musiciens blancs, dont certains furent ses élèves, comme le guitariste et musicologue Stefan Grossman (devenu par la suite son légataire universel), Jorma Kaukonen, Roy Book Binder, Woody Mann, Nick Katzman, Dave Van Ronk,Tom Winslow, et Ernie Hawkins. Bob Dylan reconnaîtra que Gary Davis eut une profonde influence sur sa musique, ainsi que Grateful Dead,  Wizz Jones, Keb Mo, Olabelle et Resurrection Band, qui reprendront une partie de son répertoire (en France : Alain « Bill » Deraime).